# 近藤季用
近藤 季用（こんどう すえもち、天正元年（1573年） - 慶長17年5月6日（1612年6月5日））は、安土桃山時代の武将、江戸時代初期の旗本。近藤秀用の長男。通称、勘助または登之助。室は小栗重勝の娘。子に近藤貞用、大沢基重室。弟に近藤用可（気賀近藤家祖・交代寄合）、近藤用宗、近藤用義（井伊谷近藤家祖）。姉妹は米倉平大夫室、小笠原権之丞室（のちに九鬼長兵衛室）、由良貞繁室。

## 経歴
天正18年（1590年）、井伊直政隊に属し小田原征伐にて戦功を挙げる。この功により豊臣秀吉から紅梅の胴服や黒馬を賜る。文禄元年には（1592年）金指1000石を賜る。この頃すでに、父と離れ徳川家康の直属となっていたようである。
関ヶ原の戦いの功により、遠江国井伊谷3050石が与えられた。後は長男の貞用が継ぎ、子孫は5450石の旗本として存続した。墓は浜松市都田町の龍洞院。